# Vauchignon
Vauchignon är en kommun i departementet Côte-d'Or i regionen Bourgogne-Franche-Comté i östra Frankrike. Kommunen ligger i kantonen Nolay som tillhör arrondissementet Beaune. År 2013 hade Vauchignon 42 invånare.

## Befolkningsutveckling
Antalet invånare i kommunen Vauchignon
Referens:INSEE